# Mammillaria oteroi
Mammillaria oteroi ist eine Pflanzenart aus der Gattung Mammillaria in der Familie der Kakteengewächse (Cactaceae). Das Artepitheton ehrt den mexikanischen Pflanzensammler Felipe Otero.

## Beschreibung
Mammillaria oteroi wächst stark sprossend mit zum Teil auch abfallenden Seitentrieben. Die kugeligen Triebe sind hellgrün. Sie werden 2 bis 3 Zentimeter hoch und 3 bis 4 Zentimeter im Durchmesser groß. Die Warzen sind zylindrisch geformt. Sie sind schlank und schlaff weichfleischig. Die Axillen sind mit Wolle und wenigen Borsten besetzt. Ein stark gehakter Mitteldorn ist vorhanden. Er ist abstehend, rötlich braun gefärbt mit weißlicher Basis und einer Länge von 1,1 Zentimeter. Die 12 bis 14 Randdornen sind weiß mit brauner Spitze und 6 bis 8 Millimeter lang.
Die weißen Blüten haben einen bräunlich roten Mittelstreifen. Sie messen 7 bis 8 Millimeter im Durchmesser. Die keuligen  Früchte sind leuchtend rot gefärbt. Sie werden 7 bis 8 Millimeter groß und enthalten schwarze Samen.

## Verbreitung, Systematik und Gefährdung
Mammillaria oteroi ist im mexikanischen Bundesstaat Oaxaca verbreitet.
Die Erstbeschreibung erfolgte 1975 durch Charles Edward Glass und Robert Alan Foster. Ein nomenklatorisches Synonym ist Escobariopsis oteroi (Glass & R.A.Foster) Doweld (2000).
In der Roten Liste gefährdeter Arten der IUCN wird die Art als „Vulnerable (VU)“, d. h. als gefährdet geführt.

## Nachweise